# Panno (Einheit)
Panno war ein kleines Längenmaß in Nizza. Es entsprach eigentlich dem Fuß und war die Maßgrundlage für die anderen Längenmaße. Das Maß ist von dem Maß Braccio da panno (Woll- oder Tuchelle) zu unterscheiden.
- 1 Panno = 0,2615 Meter
- 12 Panni = 1 Trabucco
- 3 Panni = 1 Canna